# On Target (Fastway)
On Target è il quinto album in studio del gruppo musicale britannico Fastway, pubblicato nel 1988 per l'etichetta discografica Enigma Records.

## Tracce
1. Dead or Alive (Callcut, Hart) - 3:52
2. Change of Heart (Clarke, Hart, O'Shaughnessy) - 3:41
3. A Fine Line (Thomas) - 4:55
4. Two Hearts (Clarke, Hart, O'Shaughnessy) - 4:02
5. You (Thomas, White) - 3:32
6. Let Him Rock (Clarke, Hart, O'Shaughnessy) - 4:34
7. She Is Danger (Clarke, Hart, O'Shaughnessy) - 5:12
8. Show Some Emotion (Airey, Badhams, Hawthorn, Marsden) - 5:05
9. These Dreams (Clarke, Hart, O'Shaughnessy) - 4:19
10. Close Your Eyes (Thomas, White) - 4:11

## Formazione
- Lea Hart - voce, chitarra
- "Fast" Eddie Clarke - chitarra
- Paul Gray - basso
- Steve Clarke - batteria

### Altri musicisti
- Neil Murray - basso
- Terry Thomas - tastiere
- Tim 'Nibbs' Carter - basso
- Gary Ferguson - batteria
- Christine Byford - cori